# عاشقم باش، آلفردو!
عاشقم باش، آلفردو! (ایتالیایی: Amami, Alfredo!) یک فیلم درام عاشقانه به کارگردانی کارمینه گالونه است که در سال ۱۹۴۰ میلادی منتشر شد. عنوان غیلم اشاره به یکی از شخصیت‌های اپرای لا تراویاتا جوزپه وردی دارد.

## بازیگران
- ماریا چبوتاری
- کلودیو گورا
- پائولو استوپا
- لوئیجی آلمیرانته